# Șomcuta Mare
Șomcuta Mare (en hongrois Nagysomkút, en allemand Großhorn) est une ville du județ de Maramureș, en Roumanie. Șomcuta Mare se trouve dans la région historique de Transylvanie et dans la région de développement du Nord-Ouest. Sa population s'élevait à 7 921 habitants en 2007.

## Géographie
Șomcuta Mare est située à 24 km au sud de Baia Mare, la préfecture du județ, sur la route nationale 1C (itinéraire européen E58) qui relie Baia Mare à Cluj-Napoca. La ville est le terminus d'une voie ferrée qui la relie à Satu Mare.
La commune est composée de la ville de Șomcuta Mare et de 7 villages : Buciumi, Buteasa, Ciolt, Codru Butesii, Finteușu Mare, Hovrila et Vălenii Șomcutei.

## Histoire
La première mention écrite de la ville date de 1358.
La ville, qui a toujours eu une majorité roumaine, a été dès la fin du XVIIIe siècle un foyer de culture roumaine important. Elle disposait dès 1784 d'une école primaire enseignant en roumain.
Șomcuta Mare a fait partie de l'Empire Austro-hongrois, comitat de Szatmár, jusqu'en 1920, date à laquelle elle a été rattachée à la Roumanie au Traité de Trianon.
Elle a été annexée par la Hongrie pendant la Seconde Guerre mondiale et rendue à la Roumanie en 1944.
Avant la Seconde Guerre mondiale, une forte communauté juive de presque 800 personnes habitait la commune. Dans la ville elle-même, on comptait 753 Juifs (25,8 % de la population totale). Cette communauté a été en grande partie décimée pendant la Shoah. Il ne restait plus que 169 Juifs au recensement de 1956 qui ont dans les années suivantes quitté le pays.

## Religions
En 2002, la répartition religieuse de la population était la suivante :
- Orthodoxes, 85,4 %.
- Catholiques romains, 1,3 %.
- Réformés, 1,2 %.
- Pentecôtistes, 3,3 %.
- Grecs-catholiques, 6,3 %.

## Démographie
En 1910, la commune comptait 5 595 Roumains (75,9 %), 1 600 Hongrois (21,2 %), 108 Allemands (1,4 %).
En 1930, on recensait 5 940 Roumains (80 %), 417 Hongrois (5,6 %), 847 Juifs (11,4 %) et 194 Tsiganes (2,6 %).
En 2002, on comptait 6 810 Roumains (88,3 %), 167 Hongrois (2,2 %) et 722 Tsiganes (9,4 %).
Au recensement de 2002, la population de la commune se répartissait comme suit :
- Șomcuta Mare, 3 693 habitants.
- Buciumi, 810 habitants.
- Buteasa, 418 habitants.
- Ciolt, 614 habitants.
- Codru Butesii, 266 habitants.
- Finteușu Mare, 680 habitants.
- Hovrila, 322 habitants.
- Vălenii Șomcutei, 905 habitants.

| 1880  | 1900  | 1910  | 1930  | 1956  | 1977  | 1992  | 2002  | 2007  |
| ----- | ----- | ----- | ----- | ----- | ----- | ----- | ----- | ----- |
| 5 675 | 6 731 | 7 459 | 7 416 | 8 227 | 8 502 | 8 079 | 7 708 | 7 921 |

Lors du recensement de 2011, 80,87 % de la population se déclarent roumains, 13,97 % comme roms et 1,46 % comme hongrois (3,67 % ne déclarent pas d'appartenance ethnique et 0,21 % déclarent appartenir à une autre ethnie).

## Politique
| Parti | Parti                                            | Sièges |
| ----- | ------------------------------------------------ | ------ |
|       | Parti social-démocrate (PSD)                     | 8      |
|       | Parti Mouvement populaire (PMP)                  | 3      |
|       | Parti national libéral (PNL)                     | 2      |
|       | Alliance des libéraux et démocrates (ALDE)       | 1      |
|       | Parti national paysan chrétien-démocrate (PNȚCD) | 1      |

## Économie
L'économie de la commune est essentiellement basée sur l'agriculture (7 949 ha de terres agricoles pour 3 177 ha de forêts).

## Lieux
- Réserve naturelle «Peștera Vălenii Șomcutei» (5 ha).

## Jumelages
- Marquette-lez-Lille (France) depuis 1999.